# Isidro Ungab

Isidro Ungab, 2019

Isidro T. Ungab (* 8. Mai 1961) ist ein philippinischer Bankmanager und Politiker der Pwersa ng Masang Pilipino (PMP) sowie zurzeit der Liberal Party (LP), der seit 2007 Mitglied des Repräsentantenhauses ist.

## Leben

### Bankmanager
Ungab absolvierte nach dem Schulbesuch ein Studium der Agrarwissenschaften an der Universität der Philippinen in Los Baños, das er 1983 mit einem Bachelor of Science (B.S. Agriculture) abschloss. Danach trat er in den öffentlichen Dienst ein und war anfangs vom 1. Juli bis 31. Oktober 1983 Wirtschaftsanalyst in dem von Imelda Marcos geleiteten Städtebauministerium (Ministry of Human Settlements) sowie anschließend zwischen dem 1. November 1984 und dem 28. Februar 1986 Mitarbeiter im Büro von Präsident Ferdinand Marcos. Nach dessen Sturz im Zuge der EDSA-Revolution wechselte er am 1. Februar 1986 als Fachmann für Projektplanungen in den Nationalen Unterstützungsfonds für den Lebensunterhalt NLSF (National Livelihood Support Fund) und war dort bis zum 31. Dezember 1987 tätig. Am 1. Februar 1988 wurde er Mitarbeiter der Northern Mindanao Development Bank (NMDB) und war dort anfangs Kundenbetreuer sowie anschließend seit dem 1. Dezember 1988 Manager der Kreditabteilung, ehe er vom 1. März 1990 bis zum 30. November 1991 Manager in deren Abteilung für Sonderprojekte war.
Daneben arbeitete Ungab zwischen dem 1. Juli 1990 und dem 31. Mai 1991 als Berater bei der Asiatischen Entwicklungsbank (ADB) und absolvierte während dieser Zeit auch einen Lehrgang für Leitende Bankangestellte beim Asian Institute of Management (AIM) in Makati City. Am 1. Dezember 1993 wurde er Manager der Mindanao Development Bank (MDB) und fungierte anschließend zwischen dem 1. Juni 1993 und dem 30. November 1994 als deren Berater, ehe er vom 1. Dezember 1994 bis zum 31. Januar 1996 erneut Berater bei der Asiatischen Entwicklungsbank.

### Mitglied des Repräsentantenhauses
Seine politische Laufbahn begann Ungab, als er am 1. Juli 1995 Mitglied des Stadtrates (City Councillor) von Davao City wurde und diesem bis zum 30. Juni 2004 angehörte. Anschließend war er zwischen dem 1. Juli 2004 und dem 30. Juni 2007 als Unternehmer tätig und Eigentümer der Ungab Farms.
Bei der Parlamentswahl vom 14. Mai 2007 wurde Ungab für die Pwersa ng Masang Pilipino (PMP) erstmals zum Mitglied des Repräsentantenhauses gewählt und vertritt in diesem seither den Wahlkreis Davao City 3rd District. Bei der Parlamentswahl vom 10. Mai 2010 wurde er mit 65.029 Stimmen (43,64 Prozent) wiedergewählt und konnte sich damit gegen den Kandidaten der Nationalist People’s Coalition (NPC) und früheren Abgeordneten, Ruy Elias Lopez, durchsetzen, auf den 43.828 Wählerstimmen (29,41 Prozent) entfielen. Während dieser 15. Legislaturperiode war er vom 1. Juli 2010 bis zum 1. Dezember 2011 zunächst Vize-Vorsitzender des Bewilligungsausschusses sowie im Anschluss zwischen dem 1. Januar 2012 bis zum 1. Juni 2013 Vorsitzender des sogenannten „Wege-und-Mittel-Ausschusses“ (House Committee on Ways and Means).
Während dieser Zeit absolvierte Ungab ein postgraduales Studium der Verwaltungswissenschaften an der Development Academy of the Philippines (DPM), das er 2012 mit einem Master of Public Administration (M.P.A.) abschloss. Daneben absolvierte er als Reserveoffizier 2012 den Kommandeurs- und Generalstabslehrgang CSGC (Command and Staff General Course) im Camp Aguinaldo, dem Hauptquartier der Streitkräfte der Philippinen. Er ist Oberstleutnant der Reserve des Heeres und zurzeit Kommandeur des zum 22nd Infantry Division (Ready Reserve) gehörenden 3rd Metro Davao Infantry Battalion (Ready Reserve).
Er wurde bei der Parlamentswahl vom 13. Mai 2013 ohne Gegenkandidaten (unopposed) wiedergewählt. In der derzeitigen, von 2013 bis 2016 dauernden 16. Legislaturperiode ist er Vorsitzender des Parlamentsausschusses für Bewilligungen (Committee on Appropriations). Dieser ist zuständig für alle Angelegenheiten, die sich mit den Ausgaben der nationalen Regierung einschließlich der Zahlung öffentlicher Verbindlichkeiten beschäftigt. Des Weiteren befasst sich dieser Ausschuss mit der Schaffung oder Abschaffung und Einstufung von Ämtern in der Regierung und der Festlegung von Besoldungen, Zusatzzahlungen und Sondervergütungen von Regierungsmitarbeitern.
Da Ungab die Höchstgrenze der konsekutiven Wählbarkeit von neun Jahren erreicht hat, darf er bei den kommenden Parlamentswahlen am 9. Mai 2016 nicht erneut kandidieren, und wird somit aus dem Repräsentantenhaus ausscheiden.